# The Bus Uncle

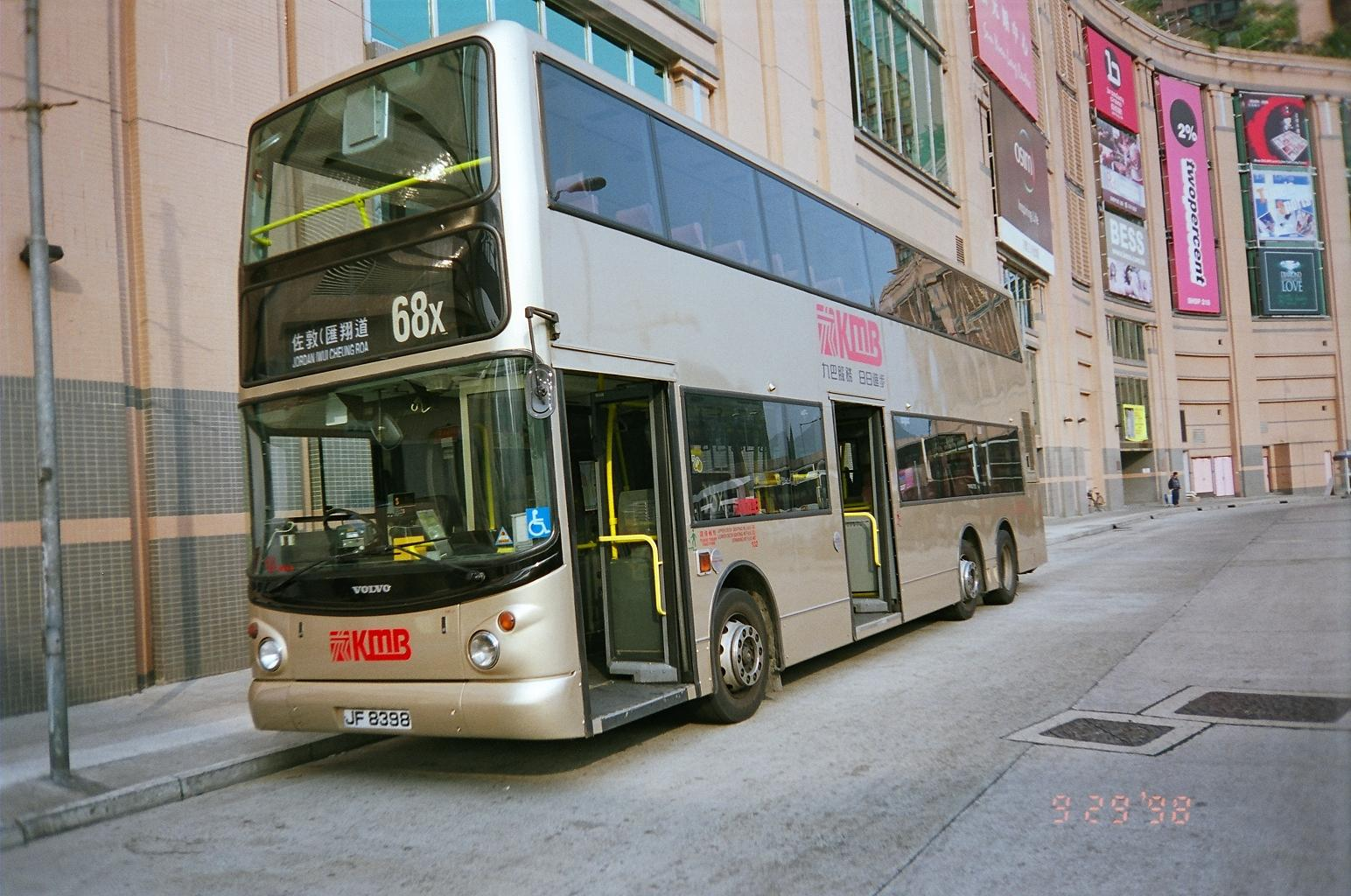
사고에 수반된 버스와 비슷한 68X 루트의 볼보 슈퍼 올림피언

The Bus Uncle(더 버스 엉클, 巴士阿叔)은 2006년 4월 27일 홍콩의 주룽 버스에 탑승한 두 남자 사이의 언어적 언쟁을 묘사한 홍콩 광동어 바이럴 비디오이다. 두 남자 중 나이가 많고 더 호전적인 남자는 빨리 "버스 삼촌"이라는 별명을 얻었다. 홍콩에서는 나이 많은 남자를 '삼촌'(阿叔)이라고 부르는 풍습이 있다. 이 말싸움은 인근 승객이 녹화해 홍콩 골든 포럼과 유튜브, 구글 비디오에 업로드됐다. 이 동영상은 2006년 5월 유튜브에서 가장 많이 본 동영상이 되었으며, The Bus Uncle의 수사적 폭발과 과도한 욕설로 시청자의 관심을 끌었으며 그 달 첫 3주 동안 조회수 170만 건을 기록했다.
이 영상은 홍콩에서 문화적 센세이션을 불러일으켰고, 도시 내 라이프스타일, 예절, 시민 의식, 미디어 윤리에 대한 논쟁과 논의를 촉발시켰으며 전 세계 언론 매체의 주목을 끌었다.